# فر آشپزی

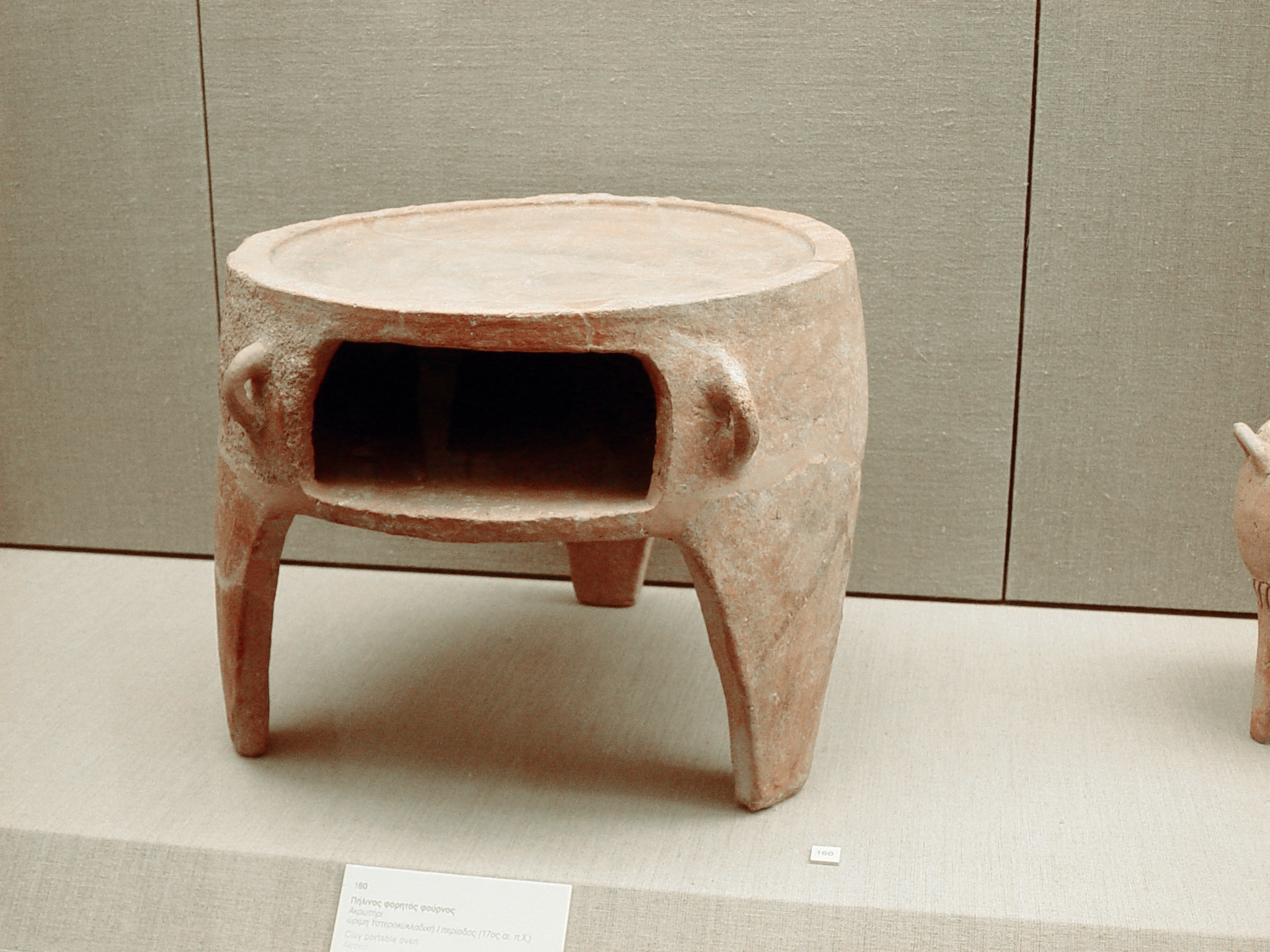
تصویر اجاقی قدیمی و قابل حمل

فر آشپزی یا تاوَن گونه‌ای کوره یا اجاق دربسته برای گرمایش، پخت‌وپز یا خشک کردن است. کاربرد اصلی آن در آشپزخانه‌ها و کوزه‌گری است. فر گازی و فر برقی دو نوع مدرن فر می‌باشند. تاونی که برای حرارت دادن یا در کارهای صنعتی از آن‌ها استفاده می‌شود کوره یا تاون صنعتی نامیده می‌شوند. تاون معمولی یکی از لوازم آشپزی است؛ که معمولاً برای پختن، داغ کردن، کبابی کردن، سرخ کردن یا گرم کردن خوراک و غذا بکار می‌رود. از تاون معمولاً برای درست کردن گوشت، نان‌های پخته، کیک یا دسرها بهره می‌گیرند. امروزه فرهای كانوكشن كه حرارت را با توجه به فنهای كه داخل فر تعبيه شده است به سمت غذا هدايت كرده و در زمان و دماي كمتری عمل پخت را انجام مي‌دهد.

## ریشه‌شناسی
واژه «تاون» از ترکیب تاو (تاب) و -َن (پسوند اسم ابزارساز) ساخته شده است و از برابرنهاده‌های فرهنگستان زبان و ادب فارسی است. واژگان کهن سوزن، روزن، نهنبن، پرویزن، میهن و واژه نوساخته پوشن نیز به همین روش ساخته شده‌اند.

## نگارخانه

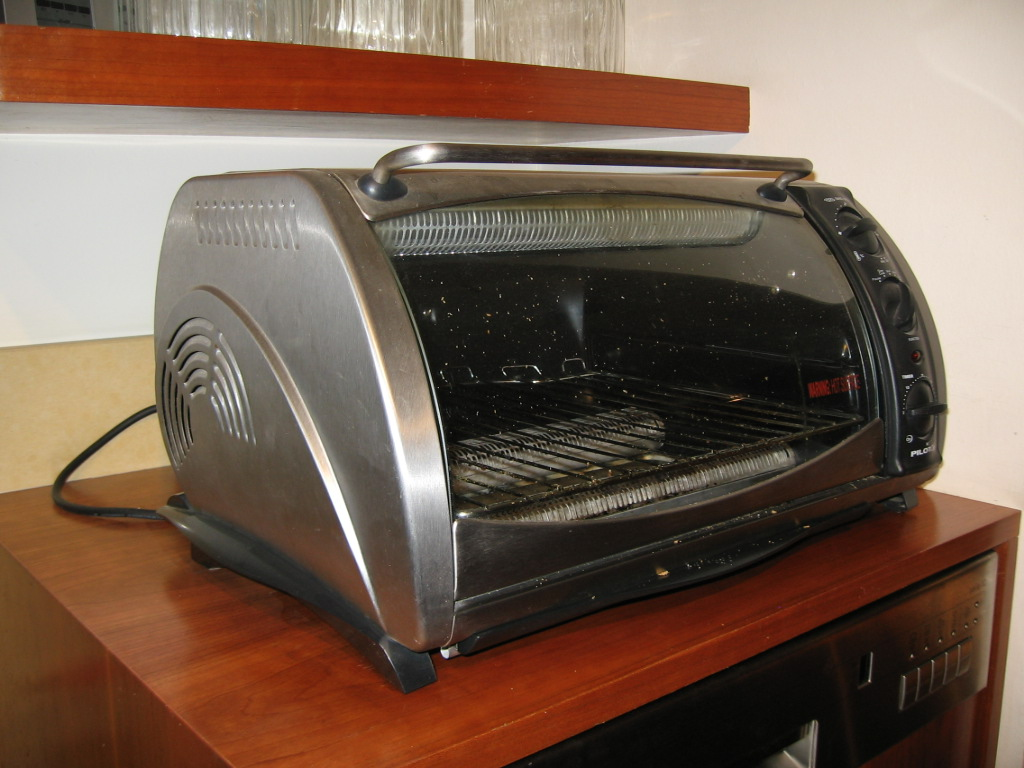
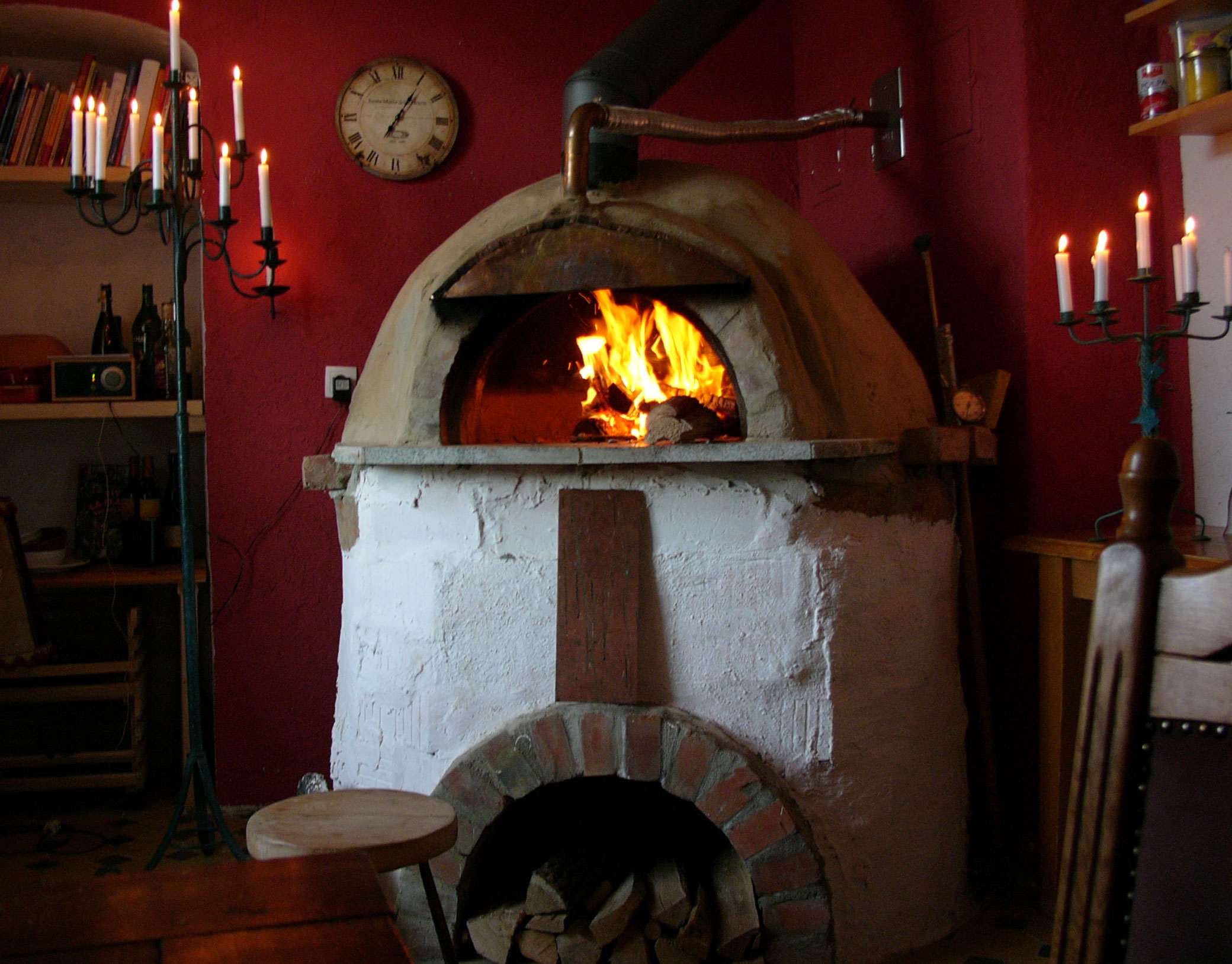
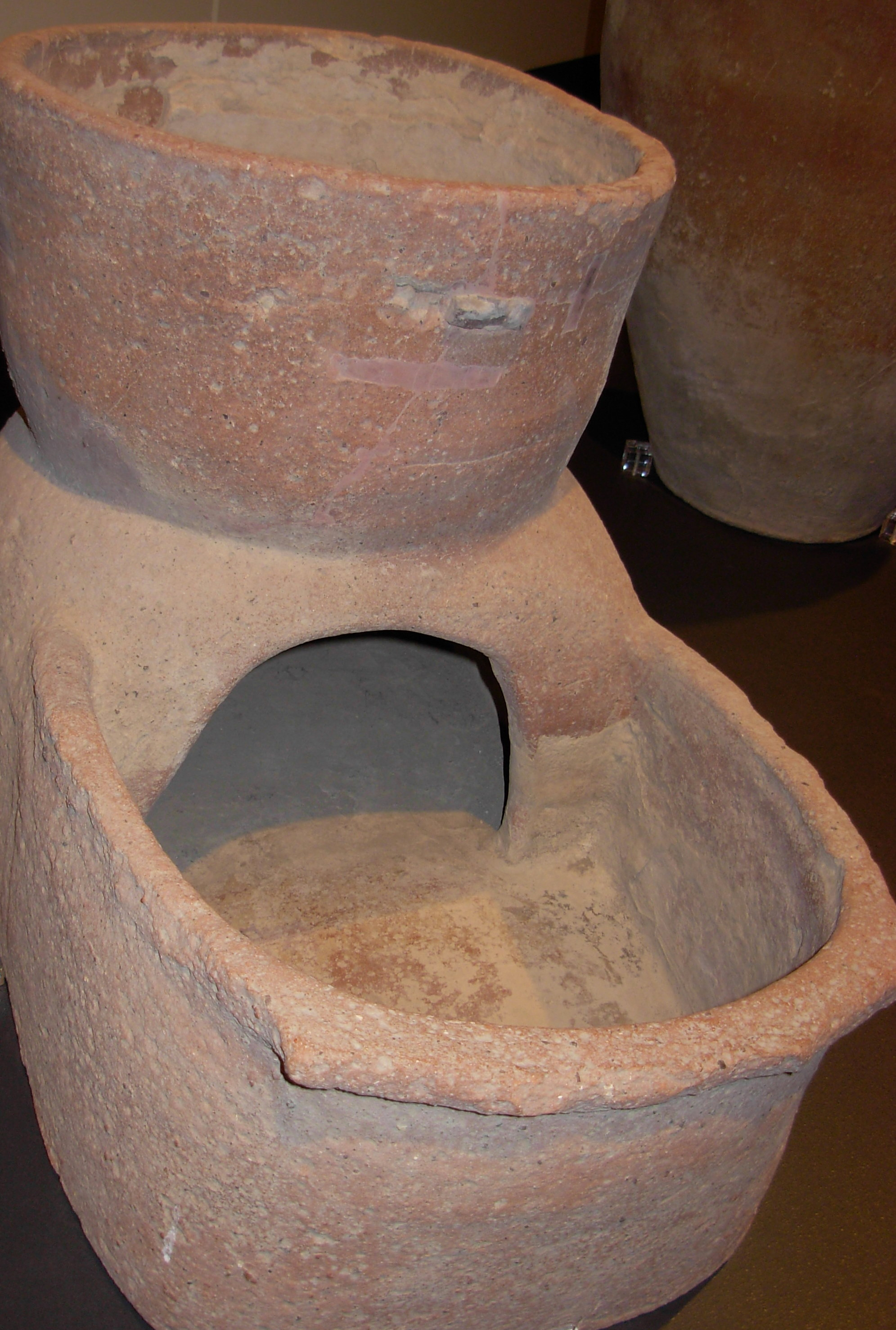